# Schizotetranychus filifolius
Schizotetranychus filifolius är en spindeldjursart som beskrevs av Meyer 1974. Schizotetranychus filifolius ingår i släktet Schizotetranychus och familjen Tetranychidae. Inga underarter finns listade i Catalogue of Life.